# Schädlicher Gebrauch von nichtabhängigkeitserzeugenden Substanzen
Schädlicher Gebrauch von nichtabhängigkeitserzeugenden Substanzen (ICD-10 F55.-) bezeichnet die nicht bestimmungsgemäße Einnahme von bestimmten Arzneimitteln, Nahrungsergänzungsmitteln, Phytopharmaka oder anderen Substanzen, welchen kein substanzgebundenes Abhängigkeitspotential zugeschrieben wird. Die Abhängigkeit ist daher eine Zwangsstörung oder Verhaltensauffälligkeit mit körperlichen Störungen und Faktoren mit möglichen psychischen und sozialen Folgeproblemen; durch Schadwirkung der Substanzen können jedoch auch körperliche Schäden auftreten. Für die Einnahme dieser Mittel besteht entweder keine medizinische Notwendigkeit, oder sie werden häufiger oder in höherer Dosierungen als geboten eingenommen. Betroffene Personen können ein starkes Verlangen nach der Substanz haben und teilweise trotz eintretender Schäden auf eine weitere Einnahme bestehen.

## Begriffliche Abgrenzung
Umgangssprachlich ist oft von Medikamenten- oder Arzneimittelmissbrauch, Abusus, Sucht oder Abhängigkeit die Rede, welche jedoch die tatsächliche Form des Phänomens nur ungenügend beschreiben: Die Substanzen sind nicht notwendig Medikamente (z. B. Vitamine). Zudem werden Bezeichnungen wie Missbrauch, Abusus oder Sucht aufgrund ihrer negativen Konnotationen heute vermieden, um die vielfältigen Ursachen für den Substanzgebrauch zu respektieren.
Der schädliche Gebrauch von nichtabhängigkeitserzeugenden Substanzen ist zu unterscheiden vom Abhängigkeitssyndrom durch psychotrope Substanzen. Ebenso fallen mögliche Komplikationen beim Absetzen der Substanzen nicht unter den Begriff des – auf psychotrope Substanzen bezogenen – Entzugssyndroms. Unter diese Klassifizierung fallen ferner keine Schädigungen durch ärztlich verordnete Medikamenteneinnahme, ebenso wenig Arzneimittel-Nebenwirkungen oder Behandlungsfehler. Ein möglicher Nutzen dieser Art Selbstmedikation hat geringeres Gewicht als die Schadwirkung; bei ärztlicher Versorgung würden die Substanzen daher nicht oder nur in geringerer Dosis eingesetzt werden.

## Entstehung und Beispiele für verwendete Substanzen
Sowohl psychische und soziale Faktoren auf Seiten der Betroffenen als auch ein problematisches Verschreibungsverhalten von Seiten der Ärzte können eine Rolle spielen. Gesellschaftliche Erfolgserwartungen, die Notwendigkeit zu funktionieren und eine Zunahme unterschiedlichster Befindlichkeitsstörungen können zu einem problematischen Konsum führen.

### Abführmittel (Laxantien)
Der bestimmungsgemäße Gebrauch von Laxantien erfolgt bei vorübergehender Einnahme zur Reinigung des Darms vor Röntgenuntersuchungen oder operativen Eingriffen; zur Erreichung eines weichen Stuhls bei Analfissuren und schmerzhaften Hämorrhoiden; nach rektal-analen Eingriffen oder zur Behandlung einer medikamentös (z. B. Opiate bei Karzinomschmerz oder Substitutionsbehandlung einer Opiatabhängigkeit) bedingten Obstipation. Abseits dieser Anwendungen liegt ein nicht bestimmungsgemäßer Gebrauch vor. In der Medizin wird heute davon ausgegangen, dass kein relevanter physischer Gewöhnungseffekt durch Laxantien eintritt. Die als Nebenwirkung mögliche Hypokaliämie tritt nur selten und erst durch Einnahme von überdosierten Mengen auf.

### Schmerzmittel
Der nicht bestimmungsgemäße Gebrauch von Schmerzmitteln ist häufig eine Form des schädlichen Gebrauch von nichtabhängigkeitserzeugenden Substanzen. Allerdings liegen Hinweise vor, dass das Schmerzmittel Paracetamol nicht nur physischen Schmerz, sondern auch durch soziale Ausgrenzung oder eine Zurückweisung hervorgerufenes psychisches Leiden (sog. sozialer Schmerz, social pain), zu lindern vermag. Es besteht daher die Möglichkeit eines Abhängigkeitssyndroms durch psychotrope Substanzen, welches in der Differentialdiagnose berücksichtigt werden muss.
Weltweit nehmen ungefähr 60 Millionen Menschen frei verkäufliche nichtsteroidale Antirheumatika (NSAR) ein. Es wird geschätzt, dass bei der Hälfte der Personen, die diese Medikamente regelmäßig einnehmen, Erosionen und Ulzerationen in Magen und Zwölffingerdarm entstehen können. Das Risiko für Ulkus-bedingte Blutungen und Perforationen wird auf das Dreifache gesteigert. Bei Einnahme von Indometacin wird das maximale Risiko schon nach 14-tägiger Einnahme erreicht, das relative Risiko beträgt 2,25. Bei anderen NSAR wird bei geringerem relativem Risiko das maximale Risiko für Komplikationen nach einer Einnahmedauer von etwa 50 Tagen erreicht.
Bei häufiger Einnahme von Schmerzmitteln bei Migräne oder Spannungskopfschmerz kann es zu einem Kopfschmerz bei Medikamentenübergebrauch kommen.

### Andere Medikamente mit psychotroper Wirkung
Der schädlicher Gebrauch von nichtabhängigkeitserzeugenden Substanzen umfasst auch die nicht bestimmungsgemäße Einnahme von Medikamenten mit psychotroper Wirkung wie Antidementiva, Stimulanzien und Antidepressiva. Auch hier ist bei der Differentialdiagnose die Möglichkeit eines Abhängigkeitssyndroms durch psychotrope Substanzen zu berücksichtigen.

## Häufigkeit
Laut Drogen- und Suchtbericht 2008 sind in Deutschland schätzungsweise 1,5 Millionen Menschen „medikamentenabhängig“, andere Studien sprechen von 1,9 Millionen Menschen. Ungefähr ebenso viele können als mittel- bis hochgradig gefährdet eingestuft werden, eine „Medikamentenabhängigkeit“ zu entwickeln. 80 % der Fälle betreffen jedoch eine Abhängigkeit von Benzodiazepinen, welche ein hohes Abhängigkeitspotenzial aufweisen, und somit eher einem Abhängigkeitssyndrom durch psychotrope Substanzen zuzurechnen sind.
Ein Problem in der Erfassung der Prävalenzzahlen ist die Vielfältigkeit schädlichen Gebrauchs von nichtabhängigkeitserzeugenden Substanzen. So besitzen von den etwa 10.000 am häufigsten verschreibungspflichtig verordneten Arzneimitteln etwa 4 bis 5 % das Potential für einen problematischen Gebrauch und eine Abhängigkeitsentwicklung. Dabei wird jedoch nicht erfasst, ob es sich um ein Abhängigkeitssyndrom durch psychotrope Substanzen handelt, oder um schädlichen Gebrauch von nichtabhängigkeitserzeugenden Substanzen. Unberücksichtigt bleibt bei diesen Zahlen der schädliche Gebrauch von Substanzen, welche keine Medikamente sind.

## Rezeption
- Side Effects – Tödliche Nebenwirkungen, Thriller von Steven Soderbergh (2013)